# Демографія караїмів

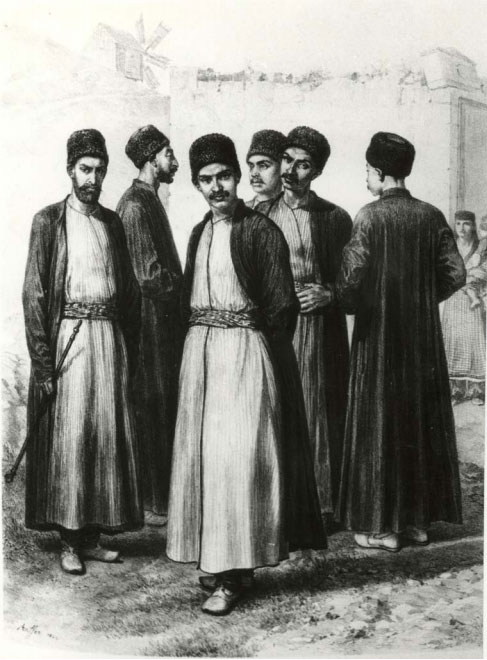
Караїми у національному вбранні

Караїми — народ тюркського походження, що своєю більшістю проживає на території Кримського півострова. Також караїми поширені за межами Криму, а саме: в Україні, Росії, Польщі, Литві та інших країнах. Загальна чисельність караїмів у світі становить близько 2000 осіб станом на 2001 рік.

## Караїми в Україні
Караїми в Україні за переписом 2001 р.
- Крим — 671
  - Сімферополь: 296[5]
  - Євпаторія: 140[5]
- Івано-Франківська область — 106
- Одеська область — 65
- Дніпропетровська область — 64
- Запорізька область — 51
- Севастополь — 44
- Київ — 43
- Донецька область — 38
- Миколаївська область — 37
- Харківська область — 35
- Херсонська область — 8
- Волинська область — 6
- Київська область — 4
- Луганська область — 4
- Чернігівська область — 4
- Львівська область — 3
- Тернопільська область — 3
- Житомирська область — 2
- Полтавська область — 2
- Хмельницька область — 1
- Черкаська область — 1

Чисельність караїмів за переписами:
- 1926 — ~7 000 (УРСР — 2341, Кримська АРСР — 4213, Східна Галичина — ~500)
- 1959 — 3 301
- 1970 — 2 596
- 1979 — 1 845
- 1989 — 1 404
- 2001 — 1 196

## Караїми в Криму
| Рік                     | Чисельність населення в Криму, осіб | Караїми у Криму у відсотковому відношенні, % |
| ----------------------- | ----------------------------------- | -------------------------------------------- |
| I чверть XVIII століття | 467 000                             | 0,2                                          |
| 1760-1770-ті            | 454 700                             | 0,3                                          |
| 1795                    | 156 400                             | 1,5                                          |
| 1816                    | 212 600                             | 1,4                                          |
| 1835                    | 279 400                             | 1,1                                          |
| 1850                    | 331 300                             | 0,8                                          |
| 1864                    | 198 700                             | 1,7                                          |
| 1920                    | 718 900                             | 0,8                                          |
| 1926                    | 713 800                             | 0,6                                          |
| 1937                    | 996 800                             | 0,3                                          |
| 2001                    | 2 024 056                           | 0,03                                         |

Джерело:.

## Інші країни
- Росія: 205 (за переписом 2010 року)[8]
  - Москва: 89
  - Санкт-Петербург: 22
  - Московська область: 18
- Польща: 346 (за переписом 2011 року)[9]
- Литва: 241 (за переписом 2011 року)[10]
- Казахстан: 231 (за переписом 2009 року)[11]
- Узбекистан: 55 (за переписом 1989 року)[12]
- Білорусь: 20 (за переписом 2009 року)[12]
- Латвія: 4 (за переписом 2014 року)[13]
- Таджикистан: 2 (за переписом 2010 року)
- Туреччина: 80 (2004 рік)

## Історична демографія караїмів у світі
| Рік  | Кількість караїмів у світі, осіб |
| ---- | -------------------------------- |
| 1897 | 12 894                           |
| 1913 | 13 600                           |
| 1926 | 8300                             |
| 1959 | 5700                             |
| 1979 | 3341                             |
| 1989 | 2803                             |
| 2002 | 1890                             |